# Касталий Иннокентий Авдакс
Касталий Иннокентий Авдакс (лат. Castalius Innocentius Audax) — политический деятель Западной Римской империи при императоре Юлие Непоте.

## Биография
Происходил из знатной семьи. Имел титул клариссима.
Назначался на должность vice sacra iudicans
Был префектом Рима между июнем 474 и августом 475 года. Поэт Сидоний Аполлинарий в письме Авдаксу поздравлял того с избранием на эту должность.
Находясь в должности префекта занимался восстановительными работами, после ущерба нанесенного варварским нашествием, о чём гласит надпись: «barbarica incursione sublata restituit».
Джованни Баттиста де Росси считал, что под варварским нашествием понимается захват Рима вандалами под предводительством Гейзериха, а под восстановленным Авдаксом — языческие статуи.